# 休·戈尔德
休·戈尔德（英語：Sue Golder，1946年4月29日—），新西兰女子自行车、田径运动员。她曾代表新西兰参加1974年英联邦运动会田径比赛和1990年英联邦运动会自行车比赛，获得一枚银牌和一枚铜牌。